# Giải bóng đá hạng nhất quốc gia Bỉ 1903–04
Đây là thống kê của Giải bóng đá hạng nhất quốc gia Bỉ mùa giải 1903-04.

## Tổng quan
Giải có sự tham gia của 12 đội, và Union Saint-Gilloise giành chức vô địch.

## Bảng xếp hạng

### Cúp Vô địch A
| Vị thứ | Đội bóng                               | St | T  | H | B | BT | BB | Đ  | HS  | Ghi chú                 |
| ------ | -------------------------------------- | -- | -- | - | - | -- | -- | -- | --- | ----------------------- |
| 1      | Union Saint-Gilloise                   | 12 | 11 | 0 | 1 | 60 | 14 | 22 | +46 | Vào vòng Chung kết      |
| 2      | F.C. Brugeois                          | 12 | 8  | 1 | 3 | 51 | 24 | 17 | +27 | Vào vòng Chung kết      |
| 3      | C.S. Brugeois                          | 12 | 7  | 3 | 2 | 31 | 18 | 17 | +13 |                         |
| 4      | Antwerp F.C.                           | 12 | 5  | 1 | 6 | 23 | 32 | 11 | -9  |                         |
| 5      | Olympia Club de Bruxelles              | 12 | 2  | 2 | 8 | 22 | 49 | 6  | -27 | Không tham gia mùa sau. |
| 6      | Beerschot A.C.                         | 11 | 2  | 1 | 8 | 21 | 47 | 5  | -26 |                         |
| 7      | Athletic and Running Club de Bruxelles | 11 | 1  | 2 | 8 | 13 | 37 | 4  | -24 |                         |

### Cúp Vô địch B
| Vị thứ | Đội bóng                  | St | T | H | B | BT | BB | Đ  | HS  | Ghi chú            |
| ------ | ------------------------- | -- | - | - | - | -- | -- | -- | --- | ------------------ |
| 1      | Racing Club de Bruxelles  | 8  | 5 | 1 | 2 | 33 | 12 | 11 | +21 | Vào vòng Chung kết |
| 2      | Léopold Club de Bruxelles | 8  | 4 | 2 | 2 | 21 | 16 | 10 | +5  | Vào vòng Chung kết |
| 3      | Daring Club de Bruxelles  | 8  | 3 | 2 | 3 | 17 | 26 | 8  | -9  |                    |
| 4      | F.C. Liégeois             | 8  | 3 | 0 | 5 | 11 | 24 | 6  | -13 |                    |
| 5      | C.S. Verviétois           | 8  | 2 | 1 | 5 | 20 | 24 | 5  | -4  |                    |

### Vòng Chung kết
| Vị thứ | Đội bóng                  | St | T | H | B | BT | BB | Đ  | HS  | Ghi chú |
| ------ | ------------------------- | -- | - | - | - | -- | -- | -- | --- | ------- |
| 1      | Union Saint-Gilloise      | 6  | 6 | 0 | 0 | 25 | 4  | 12 | +21 |         |
| 2      | Racing Club de Bruxelles  | 6  | 2 | 2 | 2 | 11 | 10 | 6  | +1  |         |
| 3      | F.C. Brugeois             | 6  | 1 | 2 | 3 | 10 | 17 | 4  | -7  |         |
| 4      | Léopold Club de Bruxelles | 6  | 0 | 2 | 4 | 5  | 20 | 2  | -15 |         |